# Młyn w Babach
Młyn w Babach – młyn motorowy wybudowany w pierwszych latach XX w., znajdujący się w Babach, w powiecie piotrkowskim, w województwie łódzkim.

## Historia obiektu
Młyn motorowy w Babach został założony w pierwszych latach XX w. Początkowo był to budynek parterowy, murowany z dachem dwuspadowym krytym papą i przylegającym do niego budynkiem mieszkalnym. W następnych latach młyn został przebudowany i podwyższony o dwa piętra. Wyposażenie obejmowało lokomobilę parową, 3 pary walców, perlak i maszynę czyszczącą. W 1935 r. zainstalowano silnik gazowy. W okresie II wojny światowej był czynny i przeszedł dalsze modernizacje wyposażenia: wymieniony został silnik, założono dodatkową parę walców i śrutownik walcowy. W okresie PRL został upaństwowiony. W 1957 r. nastąpiła zmiana napędu na elektryczny. W latach 70. był wciąż czynny a jego stan techniczny został oceniony jako dobry. Obecnie nieczynny.